# Akonolinga
Akonolinga è un comune del Camerun, capoluogo del dipartimento di Nyong e Mfoumou nella regione del Centro.